# Ville Itälä
Ville Itälä (né le 10 mai 1959 à Luumäki) est un avocat et homme politique finlandais, membre du Parti de la coalition nationale (KOK). 
Ancien membre de la cour des comptes européenne, il est depuis 2018 le directeur général de l'Office européen de lutte antifraude (OLAF).

## Carrière politique
Il est conseiller municipal de Turku de 1985 à 1996 et député à l'Eduskunta de 1995 à 2004. 
Il est élu député européen aux élections européennes de 2004 et réélu aux élections de 2009.
Il est ministre de l'Intérieur du gouvernement dirigé par Paavo Lipponen en 2000-2003.
Il est président du Kok de 2001 à 2004.